# Katalonske dežele
Katalonske dežele (katalonsko Països Catalans) je skupni izraz za dežele, v katerih se tradicionalno govori katalonski jezik oz. ki so vključene v katalonsko kulturno območje. Katalonske dežele sestavljajo sledeča območja: španske avtonomne skupnosti Katalonija, Valencija in Balearski otoki, vzhodni del avtonomne skupnosti Aragonija (imenovan »Franja de Ponent« oz. »Zahodni pas«), samostojna država Andora ter t. i. »Severna Katalonija« (ki se skoraj v celoti prekriva s francoskim departmajem Pyrénées-Orientales). 
Katalonski jezik se govori tudi v dveh občinah v Murciji ter v sardinskem mestecu Alghero (kat. L'Alguer), vendar se ti dve območji zaradi geografske odmaknjenosti po navadi ne štejeta kot del Katalonskih dežel.
Čeprav se je pojem »Katalonske dežele« prvič pojavil ob koncu 19. stoletja, pa je za njegovo razširjenje najbolj zaslužen valencijski esejist Joan Fuster, ki je na začetku šestdesetih let 20. stoletja predlagal ta izraz kot skupno poimenovanje za Katalonijo, Valencijsko deželo in Balearske otoke.